# 調布市ミニバス

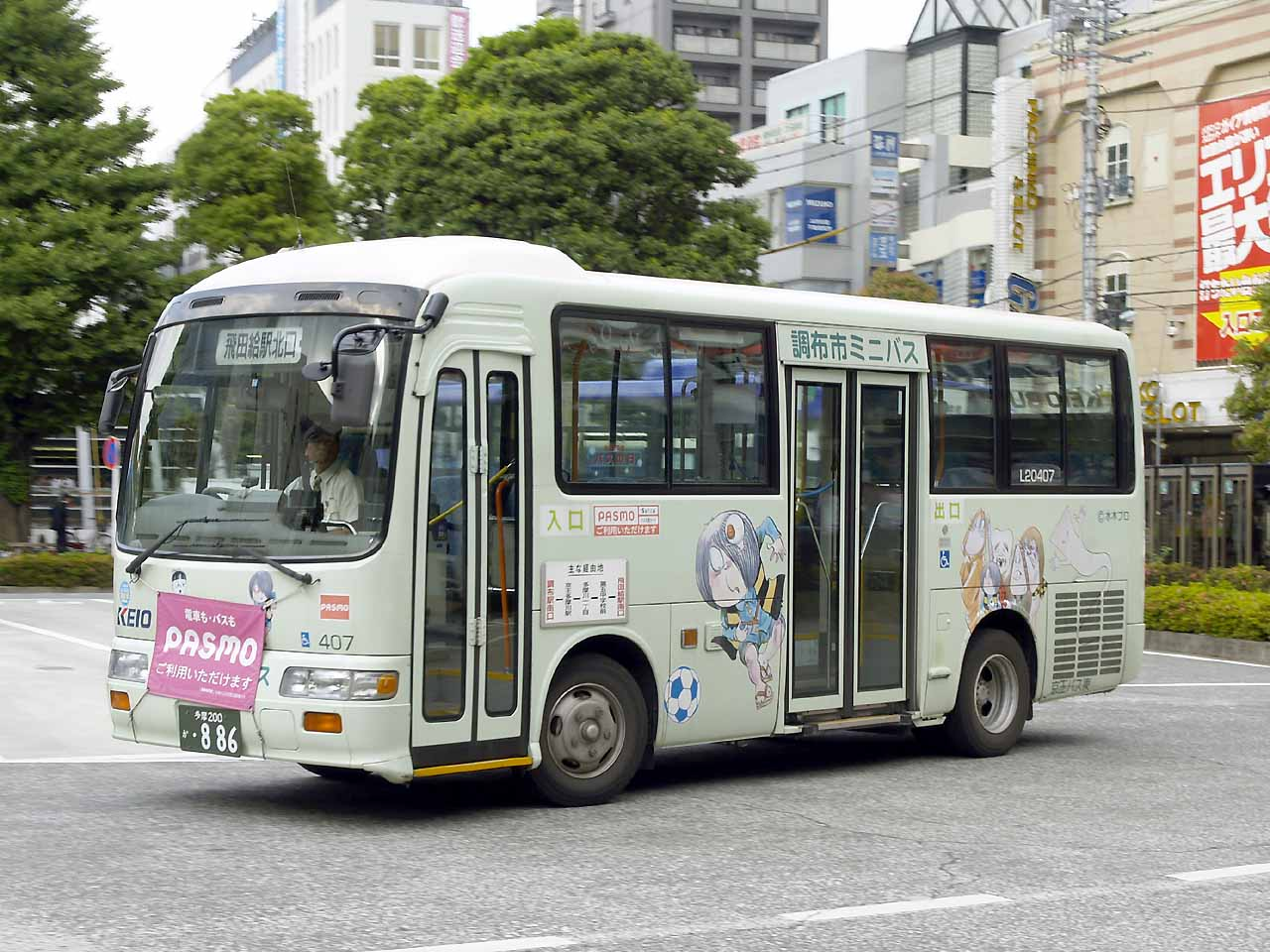
調布市ミニバスの車両（西路線）
調布駅南口、日野・リエッセ
京王バス東（L20407）※除籍済

調布市ミニバス（ちょうふしミニバス）は、東京都調布市のコミュニティバス。愛称は「鬼太郎バス」。
2000年（平成12年）3月21日に最初の西路線が開業し、現在は調布駅・飛田給駅・仙川駅を発着する3路線4ルートが運行されている。京王バス（調布営業所）、小田急バス（狛江営業所）が運行している。

## 概要
市内の公共交通不便地域の解消および、高齢者など交通弱者の社会参加促進を目的として運行される。
調布市内を走る鉄道路線は、京王電鉄の京王線・京王相模原線のみである。調布市ミニバスとして、京王電鉄調布駅・飛田給駅・仙川駅の3駅を発着する路線が運行されている。調布駅および飛田給駅発着の路線は京王バス調布営業所、仙川駅発着の路線は小田急バス狛江営業所が運行している。
最初に開業した西路線のみ、調布市と京王バスの共同運営であり、運行経費の赤字分については市が補助金を支出している。その後開業した北路線・東路線は、各事業者による独自運行路線となっており、赤字分に対する市からの補助はされていない。
第6代市長であった吉尾勝征の在任中に運行開始した。東京多摩地域のコミュニティバスとしては、武蔵村山市、日野市、武蔵野市、多摩市、町田市、三鷹市に続き、7番目の開業である。

## 鬼太郎バス
調布市内に長年在住し、名誉市民にも選ばれた漫画家・水木しげるの代表作『ゲゲゲの鬼太郎』のキャラクターが描かれた、1台ごとに色の異なる専用ラッピングバスが用意された。ただし運用上の都合により、バス事業者の通常カラーの車両が使用されることもあった。
調布市ミニバスの車両に最初に『ゲゲゲの鬼太郎』ラッピングが施されたのは、2003年（平成15年）4月1日の東路線の開業時（小田急バス狛江営業所所属のD559号車、三菱ふそう・エアロミディME）であった。その後すべての路線に鬼太郎のラッピングが施され、愛称も「鬼太郎バス」となった。2014年（平成26年）12月16日より東路線で運用開始された新車（小田急バス狛江営業所所属のD164号車）では、鬼太郎バスのデザインが一新され、車体ラッピングのイラストが変わったほか、車内にも鬼太郎ファミリーの装飾が施された。
FC東京のホームスタジアムである味の素スタジアム（東京スタジアム）が調布市内に存在し、西路線が最寄り駅である飛田給駅を発着するため、西路線を担当する京王バス調布営業所の専用車両には、サッカーボールを蹴る鬼太郎のイラストが描かれている。リエッセには「鬼太郎も応援しています ガンバレFC東京！」の文字もリアに書かれていたが、ポンチョではラッピングエリアが狭くなったため文字は省略されている。
2010年に調布市を舞台とする『ゲゲゲの女房』がテレビドラマ化・映画化されたことを記念して、京王電鉄から「ゲゲゲ記念切符」が発売された。これは調布市内の京王線5駅（調布駅・布田駅・国領駅・柴崎駅・つつじヶ丘駅）の入場券と、京王バスの硬券乗車券2枚をセットにしたもので、台紙には水木しげるによる昔の調布駅・布田駅や『ゲゲゲの鬼太郎』のイラストとともに「鬼太郎バス」として調布市ミニバスの車両（京王バス調布営業所所属のL20408号車、日野・リエッセ）の写真が掲載された。ただしバス乗車券は一般路線バスの深大寺行き（丘21・調34系統）のもので、この記念乗車券で調布市ミニバスに乗車することはできない。

## 沿革

### 運行開始から北路線全線開業まで
- 2000年（平成12年）3月21日 - 調布市ミニバス開業、西路線運行開始（調43系統、飛田給駅北口行き）。京王バス東・調布営業所（当時）が運行受託[7]。京王バスカラーの日野・リエッセを3台導入。
- 2003年（平成15年）4月1日 - 東路線運行開始（緑ケ丘循環）。小田急バス狛江営業所が運行受託[7]。三菱ふそう・エアロミディME（CNG車）を2台導入、うち1台は初の鬼太郎ラッピング専用車となる[4]。
- 2004年（平成16年） - 京王バスカラーのリエッセを3台導入（後に鬼太郎ラッピング、1台はCNG改造）。
- 2006年（平成18年）
  - 10月9日 - 北路線暫定開業（調36系統、柴崎折返場行き）[7]。これに伴い、京王バス東に黄色の鬼太郎ラッピングが施されたリエッセCNG車（L20623）を導入[13]。
  - 同時期に京王バス東のリエッセ3台（2004年式）も鬼太郎ラッピングが施され、1台はCNG改造される[4]。全ルートで鬼太郎ラッピングバスが運行され、愛称が「鬼太郎バス」となる。
- 2007年（平成19年）
  - 6月1日 - 小田急バスの担当する東路線で、PASMO・Suicaの利用開始。
  - 7月15日 - 京王バス東の担当する西路線で、PASMO・Suicaの利用開始。
- 2009年（平成21年） - 京王バスカラーの日野・ポンチョ1台導入（一般路線と共用）。
- 2010年（平成22年）10月31日 - バス共通カードの取り扱いを終了。
- 2012年（平成24年）
  - 1月30日 - 調布市役所前庭にて、午前9時から「調布市ミニバス北路線全線開通記念式典」を開催[13]。京王バス東にポンチョでは初となる鬼太郎ラッピングの専用車（L21201）が導入され、記念式典で北路線の既存車両（L20623）とともにお披露目される[13]。
  - 1月31日 - 北路線全線開業（調37系統、都営深大寺住宅行き）[4][7][13]。
  - 京王バスカラーのポンチョ2台（L21211・L21212）導入。
  - 9月30日 - 北路線暫定区間（調36系統）および柴崎折返場廃止[7]。
  - 10月1日 - 北路線再編により、調36系統を「上ノ原循環」へルート変更[7]。

### 車両代替と調37系統の大幅減便
- 2014年（平成26年）
  - 4月1日 - 消費税8%へ増税に伴い運賃改定。IC運賃適用開始（調布市内の一般路線バスに準じる）。
  - 12月16日 - 小田急バス担当の東路線に新車導入、エアロミディME（CNG車）から新デザインのポンチョに変更[6]。同時にダイヤ改正を行い、CNGガス補填のため設定されていた仙川駅 - 粕谷一丁目の経路を廃止。
- 2015年（平成27年）
  - 4月13日・16日 - 西路線に関する地域懇談会を開催（西部地域福祉センター、下石原地域福祉センター）[8]。
  - 4月15日・17日 - 北路線に関する地域懇談会を開催（北部公民館、野ヶ谷ふれあいの家）[9]。
- 2016年（平成28年）
  - 9月 - 京王バス東の北路線用のリエッセCNG車（L20408）が1台除籍。その代替で、京王電鉄バス桜ヶ丘営業所よりリエッセ1台転属（S→L20405、元日野市ミニバスの車両）。
  - 11月 - 京王バスカラーのポンチョを1台導入、リエッセCNG車（L20623）を1台代替。これによりリエッセCNG車の運行が終了。
- 2017年（平成29年）4月17日 - 飛田給駅南口バスロータリーの完成により、西路線の起終点が飛田給駅北口から南口へ変更。この経路変更に伴い、京王線踏切手前にあった「飛田給駅入口」停留所を廃止[14]。
- 2019年（令和元年）
  - 6月 - 地域住民からの要望により、品川通り沿いに「飛田給駅入口」停留所を新設（調布駅方向のみ）。2017年に廃止された同名停留所とは位置が異なる。
  - 9月 - 京王バスカラーのポンチョを1台導入。
- 2020年（令和2年）
  - 8月 - 京王バスカラーのポンチョを2台導入。これによりリエッセ2台（L20405・20407）を代替、リエッセによる運行が終了。
  - 9月 - リエッセでは最後の鬼太郎バスであったL20407号車が、除籍後に「調布市子ども交通教室」の保存展示車となる。
  - 10月1日 - 京王バス東が京王バス南に吸収合併され「京王バス」へ社名変更。これにより西路線・北路線の担当が「京王バス調布営業所」となる。
  - 11月1日 - 「調布市子ども交通教室」で、L20407号車の「鬼太郎バス車内公開」が開始[15][16]。
  - 11月16日 - 京王バス担当の北路線でダイヤ改正を実施[17]。主な変更点は以下のとおり。
    - 調37系統を大幅減便、一日15便から[18][19]、調布駅発3便[20]、都営深大寺住宅発2便[21]とする。
    - 調37系統の調布駅北口発の終車を、上ノ原小学校止まりから都営深大寺住宅まで延長[18][20]。
    - 調37系統の減便分を振り替える形で、調36系統を一日16便から27便へ増便[18][20]。
- 2021年（令和3年）
  - 1月12日・14日 - 西路線の運行に関する利用者懇談会を開催（調布市教育会館、西部公民館）[22][23]。

### 北部地域巡回公共交通の実証運行
- 2022年（令和4年）
  - 1月28日 - 北部地域巡回公共交通の実証実験運行を開始[24][25]。これは2020年のダイヤ改正で行われた調37系統の大幅減便を補填するため、無料巡回バスの実証実験運行を始めたもので。当初は65歳以上の高齢者のみを対象とし、期間はおおむね1年間を予定するとしていた[24][25]。車両は京王バスが保有するトヨタ・ハイエースを使用する[26][27]。
  - 4月22日 - 調布市クリーンセンター（清掃工場）の跡地に、市の公共施設「ブランチ調布」が開業することに伴い、調37系統をブランチ調布まで延伸。これに伴い、従来の起終点であった東八道路上の「都営深大寺住宅」停留所は調布駅方面のみの停車となる。なお、これに伴う調36系統（上ノ原循環）のダイヤ変更はない[28][29]。
  - 5月17日 - ブランチ調布の開業に伴い、北部地域巡回公共交通がブランチ調布へ乗り入れ開始、全便がブランチ調布経由となる[24][25]。
  - 7月1日 - 北部地域巡回公共交通に「クリエイト[注釈 1]」停留所を新設、経由を開始[24]。
  - 10月1日 - 北部地域巡回公共交通の年齢制限を撤廃し「65歳以上の高齢者以上に限り乗車可能」という利用条件が廃止される[25]。
  - 12月5日 - 令和4年度（2023年3月31日まで）をもって、北部地域巡回公共交通の実証実験運行を一旦終了することを発表[25]。同年度内の調布市議会において、実証実験運行の終了後は、受益者負担の観点からの有料化[26]、定時定路線からデマンド型交通への移行[26][27]などを検討するとした。
- 2023年（令和5年）
  - 4月7日 - 上述の有料実証実験への準備が整うまでの暫定措置として、市は北部地域巡回交通の運行継続を発表[30]。火曜日の便を廃止し、金曜日9時 - 15時の7便のみの運行へ減便して継続（これによる経路変更はなし）[30]。

## 運行内容

### 運賃・乗車券類

#### 運賃・割引制度
運賃は大人210円、小児運賃は半額。PASMO・Suicaなど交通系ICカードが利用できる（ICカード運賃は大人206円）。全線均一運賃で前乗り前払い。2010年10月31日まではバス共通カードも利用可能だった。
コミュニティバスではあるが、調布市内を運行する一般路線バス同様の運賃体系である。担当部署である調布市都市整備部交通対策課によれば、運行回数を確保し安定的な運行を持続するため、採算性も考慮し一般路線バスと同様の運賃としている。
一般路線バスと同様に東京都シルバーパスでの乗車が可能で、各種障害者手帳（身体障害者手帳・愛の手帳・精神障害者保健福祉手帳）の提示による運賃割引もある（小児運賃と同額）。
また、2021年4月4日に京王電鉄バスと子会社の京王バスが、PASMOのバス利用特典サービス（バス特）を廃止するまでは、京王バスの一般路線バスと同様にバス特のポイント付与対象路線であった。

#### 定期券・一日乗車券
一般路線バス同様の運賃体系を採っているため、調布市ミニバス専用の定期券や回数券、一日乗車券は用意されておらず、各路線を運行するバス事業者の乗車券類が利用できる。
小田急バスの運行する東路線では、小田急バスIC全線定期券、IC一日乗車券が利用できる。なお小田急バスでは紙式回数券の発行は終了している。
京王バスの運行する西路線と北路線では、京王バス金額式IC定期券「モットクパス」、IC都区内一日乗車券、IC全線一日乗車券が利用できる。紙式「京王バス全線一日フリー乗車券」では利用できなかったが（日野市ミニバス・多摩市ミニバスと同様の扱い）、全線一日乗車券のICカード化に伴い調布市ミニバスでは利用できるようになった。また京王バスでは複数種類の紙式回数券を発行しており、西路線・北路線では「都区内回数券」のみ利用できる。

## 現行路線
北路線の調36・調37系統は、いずれも深大寺・神代植物公園には停車しない。
調37系統の行先表示が「都営深大寺住宅」であったことから、過去の車両（日野・リエッセ）には誤乗車防止のため、車内入口の運賃箱付近に「このバスは深大寺・神代植物公園へは行きません。」と掲示されていた。

### 西路線
- 調43系統：調布駅南口 -（←調布市役所）-  京王多摩川駅 - 多摩川一丁目 - 二本松 - 上石原三丁目 - 地域福祉センター - 飛田給駅南口[41][42]
  - 京王バス調布営業所が運行（調布市との共同運営）[6][7]
  - 2000年（平成12年）3月21日開業[6][7]
  - 運行距離は片道5.6km（飛田給駅南口発着に変更後）[7]

調布駅南口から京王多摩川駅を経て、市内西部の多摩川地区と飛田給駅を結ぶ。調布市ミニバスとして最初に開業した路線。
2007年（平成19年）7月15日より、PASMO・Suicaの利用が可能になった。
2017年（平成29年）4月17日から、飛田給駅南口ロータリー完成により起終点が飛田給駅北口から南口へ変更された。飛田給駅北口へは京王線の踏切を渡る経路だったが、踏切越えのない経路となった。これに伴い、開かずの踏切対策として設置されていた駅東側踏切手前の「飛田給駅入口」停留所（飛田給駅方向のみ停車）は廃止された。
しかし飛田給駅南口バス乗り場から既設の「飛田給二丁目」停留所まで距離があるため、地域住民の要望により、2019年（令和元年）に「飛田給駅入口」停留所が品川通り沿いに新設された。調布駅方面のみ停車で、2017年に廃止された同名停留所とは場所が異なる。
運行間隔は30分。1時間に2本のパターンダイヤとなっている。調布駅南口発が毎時00分・30分、飛田給駅発が毎時25分・55分。一日の運行回数は調布駅南口発が27便、飛田給駅発が26便。
調布駅南口方向のみ「調布市役所」停留所（市役所正面入口前・調布市文化会館たづくり前）に停車する。
運行時間帯は、調布駅南口発は7時30分始発、終車（飛田給駅行き）19時30分。平日のみ調布駅南口発20時00分と20時20分（最終便2本）に「地域福祉センター」停留所（上石原2丁目15-6にある「調布市西部地域福祉センター」最寄り）止まりの便がある。飛田給駅発は6時55分始発、終車平日19時25分、土休日18時55分。
2020年11月16日のダイヤ改正では、西路線については時刻・本数の変更はなかった。

### 北路線（調36系統）
- 調36系統：調布駅北口 → 武蔵野市場 →  佐須交差点 → 原山通り入口 → 上ノ原公園下 → 上ノ原小学校 → 柴崎二丁目 → 上ノ原公園下 → 原山通り入口 → 佐須交差点 → 武蔵野市場 → 調布駅北口[45][42]
  - 京王バス調布営業所が運行[6][7]
  - 2006年（平成18年）10月9日、柴崎折返場行きとして暫定開業[6][7]
  - 2012年（平成24年）10月1日、路線再編により上ノ原循環として開業[6][7][46]
  - 運行距離は一周9.2km（上ノ原循環）[7]

調布駅北口から京王線柴崎駅・つつじヶ丘駅北側の上ノ原地区（調布市柴崎近辺）を循環する路線。なお柴崎駅は菊野台2丁目にあり、同地区は駅からやや離れている。
調布駅北口 - 上ノ原小学校間が調37系統との重複区間。上ノ原公園下 → 上ノ原小学校 → 柴崎二丁目 → 上ノ原公園下が循環経路となっている。
2020年11月16日のダイヤ改正により、調37系統の大幅減便分を振り替える形で、調36系統としては一日16便から27便となった。ただし調36・37系統を含めた調布駅北口 - 上ノ原小学校間では一日32便から、上ノ原小学校方向が30便、調布駅方向が29便にに減便されている。また運行時間帯は6時50分始発、18時55分終車であったが、ダイヤ改正により終車が18時50分に繰り上げられた。

### 北路線（調37系統）
- 調37系統：調布駅北口 - 武蔵野市場 - 佐須交差点 - 原山通り入口 - 上ノ原公園下 - 上ノ原小学校 - 柴崎二丁目 - 晃華学園東 - 諏訪神社 - 航研前 - 都営深大寺住宅[45][42]
- 調37系統：調布駅北口 → （同上） → 航研前 → ブランチ調布[28]
- 調37系統：ブランチ調布 → 都営深大寺住宅 → 航研前 → （同上）→調布駅北口[28]
  - 京王バス調布営業所が運行[6][7]
  - 2012年（平成24年）1月31日開業（全線開業）[6][7][48][49]
  - 2022年（令和4年）4月22日、ブランチ調布開業に伴い延伸。都営深大寺住宅を起終点とする便はブランチ調布の開所時間外のみとなる。
  - 運行距離は、ブランチ調布への延伸前は、往路6.71km、復路6.84kmであったが[28]、延伸後は往路6.71km（変更なし）、復路7.09km（+0.25km）に変更された[50]。

北路線（調36系統）と重なるルートを経て調布駅北口から北上し、三鷹市との市境付近の都営深大寺住宅、および調布市の公共施設「ブランチ調布」へ至る路線。
調布駅北口 - 上ノ原小学校間が調36系統との重複区間。上ノ原小学校の先で中央自動車道の跨道橋を渡り、小田急バス「晃華学園東」折返場前を経由して原山通り沿いに北上、原山交差点の先で左折し、消防大学校に隣接する日本消防検定協会を経て小田急バス「野ヶ谷」折返場前を経由、東八道路上の終点「都営深大寺住宅」停留所、および「ブランチ調布」へ至る。
「都営深大寺住宅」停留所は、東八道路上にあり折り返しスペースがないため、都営深大寺住宅方向（諏訪神社 → 航研前 → 都営深大寺住宅）、調布駅北口方向（都営深大寺住宅→深大寺東町八丁目 → 諏訪神社）で経路が異なる。
2020年11月16日のダイヤ改正により、調布駅北口発15便、都営深大寺住宅発16便から、調布駅発3便（12時10分、19時26分・36分）、都営深大寺住宅発2便（7時16分、12時48分）へ大幅減便された。また調布駅北口発の最終便1便（19時36分）は「上ノ原小学校」停留所止まりであったが、同日のダイヤ改正で都営深大寺住宅まで延長され、調37系統の「上ノ原小学校」止まりの便は消滅した。
2022年4月22日以降は、新設停留所「ブランチ調布」を起終点とし、同施設の開所時間外のみ、都営深大寺住宅を始発とするよう変更された。

### 東路線（緑ケ丘循環）

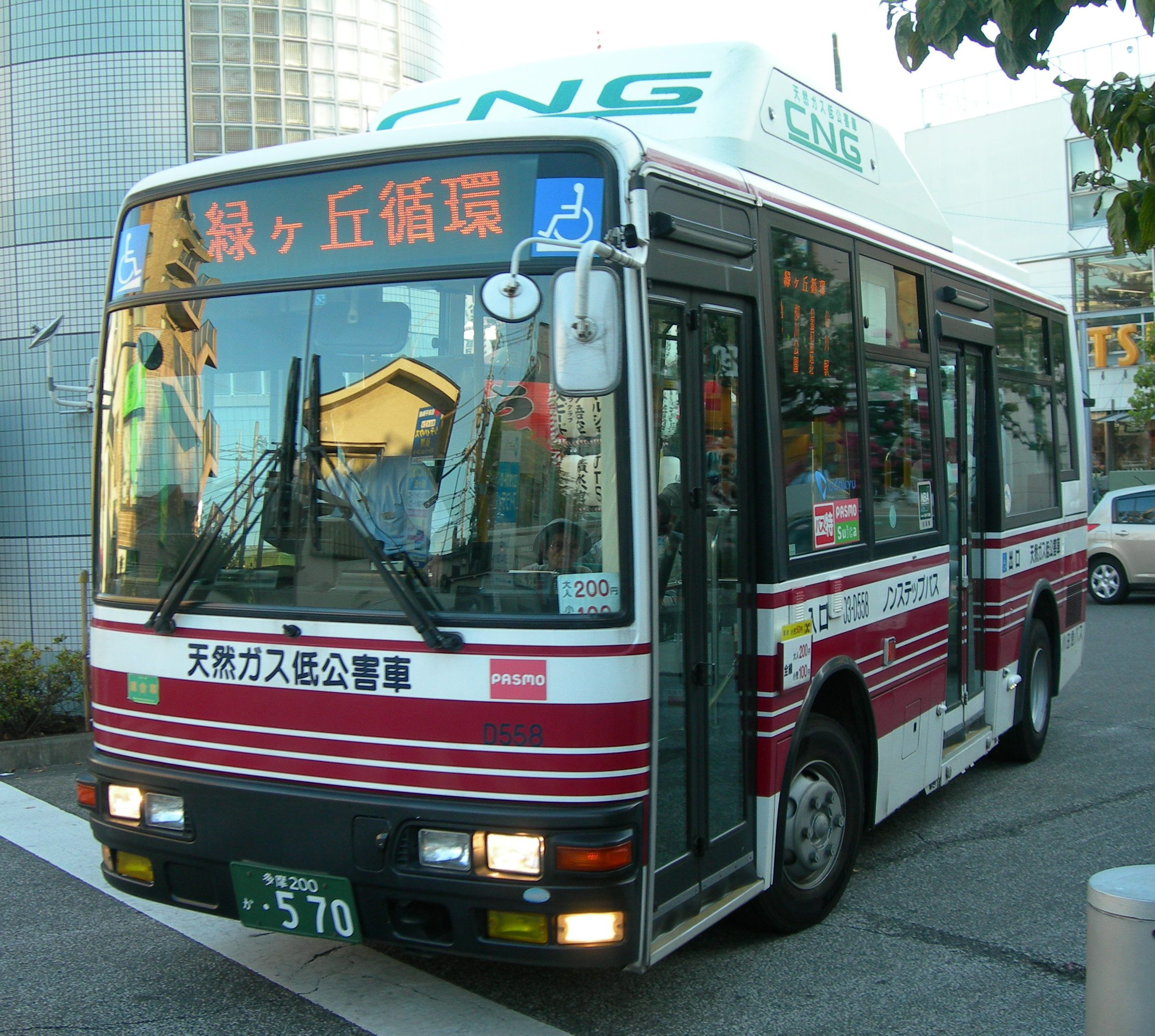
東路線　三菱ふそう・エアロミディME CNG車
03-D558号車（小田急バスカラー予備車代走）※除籍済

- 系統番号なし：仙川駅 → 仙川（バスターミナル） → 白百合女子大学・八幡神社・宝乗寺前 → 緑ケ丘児童館・福祉センター前 → 北野四丁目 → 柳川橋 → 仙川駅[51]
  - 小田急バス狛江営業所が運行[6][7]
  - 2003年（平成15年）4月1日開業[6][7]
  - 運行距離は一周3.4km[7]

仙川駅から白百合女子大学・緑ケ丘団地を経由して、仙川駅北部の緑ケ丘地区を右回り円状に循環する路線。行政地名（町丁）は「調布市緑ケ丘」であり「ケ」の字が大きい（「緑ヶ丘」ではない）。小田急バス本社前の「仙川」バスターミナルは行きのみ経由する。
沿線の緑ケ丘団地には都営仙川アパートや都営調布緑ケ丘二丁目アパートがあり、調布市内では国領町の都営調布くすのきアパート、公社多摩川住宅、公団神代団地などと並ぶ大規模団地で、調布市ミニバスでは最も短い路線ながら終日利用者は多い。
2007年（平成19年）6月1日より、PASMO・Suicaの利用が可能になった。
2014年（平成26年）12月16日より、車両を三菱ふそう・エアロミディMEのCNG車から日野・ポンチョに変更。それに合わせてダイヤ改正が行われ、CNGガス補填のために設定されていた仙川駅 - 粕谷一丁目の路線が廃止された。
運行間隔は約30分程度だが、西路線のようなパターンダイヤではなく、1時間に2 - 3本の設定となっている。2020年11月16日のダイヤ改正により、東路線の一部で便数の縮小が行われ、一日の運行回数が36便から35便に減便された。

### 路線の変遷
柴崎折返場までの暫定開業時の北路線については「#北路線暫定区間（柴崎折返場）」を参照。
全面開業後の北路線（調37系統）の終点「都営深大寺住宅」停留所は東八道路沿いにあり、近隣には調布市と三鷹市で構成する一部事務組合「ふじみ衛生組合」の清掃工場「クリーンプラザふじみ」がある。この清掃工場は二枚橋焼却場の老朽化により1999年に建設が計画され、2012年度に竣工、翌2013年（平成25年）4月より本格稼働を開始したものである。建設経緯の詳細については「二枚橋衛生組合」を参照。
なお「都営深大寺住宅」停留所には、2001年3月30日に運行開始したみたかシティバス西部ルートも乗り入れていたが、翌2002年11月から経路変更されて同停留所は経由しなくなった。路線変更については「みたかシティバス#過去の路線」を参照。
2015年4月に調布市は、西路線・北路線に関する地域懇談会を各沿線で開催した。内容は以下のとおり。
- 西路線
西路線は運行開始以来、利用者は増加しているものの運行収支は赤字で、2014年度は500万円の補助金を支出したと市は説明[8]。また市の調査では、上石原三丁目 - 飛田給駅（当時は北口発着）間で利用者の少ない時間帯があると判明[8]。市はそのため財政負担を抑えつつ利便性を高める方策として、飛田給駅方面の利用者が少ない時間帯に、調布駅南口 - 上石原三丁目の区間便を設定した上で増便することを提案した[8]。
これに対して懇談会の参加者からは、区間短縮による利便性低下、地域による不公平感、西部地域福祉センター利用者が乗車できなくなるなどの反対意見があった[8]。結局、区間便の設定は実現せず従来どおりの運行となった。
また参加者からは、西路線と経路が一部重複する調51系統（調布駅南口 - 地域福祉センター - 上石原三丁目 - 車返団地折返場）と運行時刻が近く、非効率な運行になっているとの指摘があった[8]。しかしこれについては結局、2018年2月22日の京王バスのダイヤ改正により、調51系統の方が大幅減便される結果となっている[57]。調51系統については「京王バス調布営業所#是政線」を参照。
- 北路線
北路線は京王バス東（当時）の自主運行路線で、運行収支は赤字であるが市の補助はないと説明[9]。また上ノ原循環の利用者は多いが、調37系統の晃華学園東 - 都営深大寺住宅間の利用者が非常に少なく、このまま空気輸送で運行継続すれば北路線の存続も危ういことが当時から指摘されていた[9]。京王側からの改善案として、調37系統が2便・調36系統が1便の割合で運行中のものを、調37系統を1便に減便した上で、調36系統をつつじヶ丘駅行きに変更したいとの提案があった[9]。なお、この件については調布市議会でも取り上げられていた。
これに対して懇談会の参加者からは、深大寺市営住宅（晃華学園東の一つ先）での利用が多い[9]、上ノ原地区はつつじヶ丘駅北口行きの丘21系統が経由する（本数も多い）[9]、野ヶ谷地区からは吉祥寺駅・三鷹駅、調布駅北口への小田急バス便がありつつじヶ丘駅への需要はないなど[9]、懐疑的な意見が示された[9]。
しかし沿線住民も当該区間の乗客の少なさは認識しており、市が補助金を出すべきという意見も上がった[9]。また上ノ原・柴崎地区と、その先の三鷹市寄りの野ヶ谷地区（深大寺東町）との温度差も浮き彫りになり[9]、調37系統の開設により小田急バスが減便されたことや[9]、路線開設の経緯にいわゆるNIMBY施設の建設受け入れへの見返りという面があったことを指摘する声もみられた[9]。
結局、北路線についてもこの時点では変更は行われず、つつじヶ丘駅乗り入れ案は立ち消えとなった。その後、2020年のダイヤ改正により、調37系統はついに大幅減便されることとなる[47]。

2020年11月16日の京王バス・小田急バスのダイヤ改正に合わせ、北路線および東路線の一部で運行便数の変更が行われ、北路線の調37系統が大幅減便された。このダイヤ改正以前は、北路線の調36・調37系統はともに50分に1本程度の運行で、調布駅北口の同じ停留所からほぼ交互に出発するダイヤが組まれていた。ダイヤ改正により調37系統は1日2 - 3便に削減され、北路線のメインは調36系統となった。このダイヤ改正は『市報ちょうふ』2020年11月20日号によれば「新型コロナウイルス感染症の流行によるミニバス運行事業者への影響」が理由と述べられている。調布市ミニバスにおいては、2012年の調37開業・調36路線再編以来の大規模なダイヤ改正となる。変更の詳細は各路線の節を参照。
2021年1月、市は西路線に関する利用者懇談会を開催し、西路線の運行ルートなどの変更について利用者と意見交換を行う。2015年度とは異なり「地域懇談会」から「利用者懇談会」へ名称を変更。会場も沿線の公民館だけでなく、アクセスの良い調布市教育会館（調布駅南口、市役所庁舎の隣）でも開催し、広く参加者を募ることとした。

## 過去の路線

### 北路線暫定区間（柴崎折返場）
- 調36系統：調布駅北口 - 武蔵野市場 - 原山通り入口 - 柴崎折返場[58]
  - 京王バス東・調布営業所が運行[6][7][46]
  - 2006年（平成18年）10月9日、暫定区間として開業[7][13]
  - 2007年（平成19年）7月15日、PASMO・Suicaの利用が可能となる。
  - 2012年（平成24年）
    - 1月31日、調37系統（都営深大寺住宅）全面開業。調布駅北口 - 柴崎折返場の区間便も存続。
    - 9月30日、廃止[46][48][49]。

2006年10月9日の開業時には、区間の一部に狭隘路があったため、柴崎折返場までの暫定開業となっていた。その後、地権者の協力により道路拡幅が行われたことにより、2012年1月31日に全線開業し調37系統が運行開始された。
2012年（平成24年）1月31日、北路線が全線開業。新設された調37系統・都営深大寺住宅行きは、柴崎折返場を経由しないルートとされたが、北路線の全面開業後も、調布駅北口 - 柴崎折返場の区間便は存続していた。
2012年9月30日、調36系統の上ノ原循環への再編に伴い「柴崎折返場」停留所は廃止された。
柴崎折返場は「原山通り入口」停留所の付近、柴崎駅より徒歩10分程度の場所に存在していた。折返場の廃止後、跡地には2016年2月26日にセブン-イレブン調布柴崎2丁目店が開店し、敷地は店舗および専用駐車場となっている。

## 北部地域巡回公共交通（実証実験）

### 経緯
2020年（令和2年）11月16日のダイヤ改正により、調37系統は大幅減便された。上ノ原小学校までは調36系統との重複区間であるが、この大幅減便により同校停留所より北側（深大寺・野ヶ谷地域）を運行するミニバス路線が著しく減少することとなった。沿線には野ヶ谷ふれあいの家などの地域コミュニティ施設があり、高齢者の足として機能していたことから、調37系統の大幅減便により高齢者の公共交通手段が失われることとなった。この減便により影響を受けた高齢者や地域住民からは、調37系統の再増便やこれに代わる乗合タクシーの創設などの要望が寄せられ、調布市議会においてもこの件はたびたび議論されるに至った。
市はこれを受け、調37減便の代替として「北部地域巡回公共交通」の実証実験を開始した。運賃は無料。運行日は毎週火曜日と金曜日。運行時間は9時から16時までで、1時間に1便、1日7便を運行する。2023年度は金曜日のみの運行。
市ではこの実証実験の目的を「深大寺北町、深大寺東町を中心とした北部地域の交通ニーズを把握するため」と位置づけていた。実証実験は2022年（令和4年）1月28日から開始し、期間はおおむね1年間の予定としていたが、のちに令和4年度（2022年度）末まで延長され、2023年（令和5年）3月31日をもって実証実験運行を一旦終了することが発表された。が、再度延長されている。
この「北部地域巡回公共交通」は調布市ミニバスとは異なり、誰でも乗れる有償の乗合バスとしてではなく、高齢者のための福祉的移動手段として開始されたため、当初は65歳以上の高齢者のみ乗車可能（介添人1名まで同乗可）であったが、同年9月20日からは年齢制限が撤廃された。
運行経路は以下に示すとおり、調37系統の運行経路とは大きく異なり、新設バス停留所や調布市ミニバスが経由しない停留所も多数ある。また調37系統と異なり鉄道駅は経由せず、調布駅方面へのアクセス路線とはなっていない。

### 実施スケジュールと変遷
「沿革#北部地域巡回公共交通の実証運行」節を参照。

### 運行経路
太字は新設バス停留所。それ以外は調布市ミニバスおよび、京王バス・小田急バスの一般路線の既存停留所を併用する。片回りのラケット型循環経路である。
- 南台[注釈 4] → 日本消防検定協会前 → 深大寺東町六丁目 → 野ヶ谷ふれあいの家入口[注釈 5] → ブランチ調布[注釈 6] → 都営深大寺住宅前 → 吉野東[注釈 7] → 吉祥寺病院[注釈 8] → 花水木前[注釈 9] → 市立図書館深大寺分館 → 山野公園[注釈 10] → 深大寺地域福祉センター → 神代植物公園北 → 神代植物公園前 → 調布市総合体育館前 → クリエイト[注釈 1] → 深大寺東町五丁目 → 梅の湯[注釈 11] → 深大寺東町六丁目 → 日本消防検定協会前 → 南台

### 使用車両
「北部地域巡回公共交通」の車両は、定員10人のワンボックスカー（トヨタ・ハイエース）を使用する。車体色は京王バスの一般路線バスと同じ京王バスカラー（子会社カラー）である。
車体側面には「調布市北部地域巡回ワゴンバス実証実験車両」と書かれ、貸切登録となっている。高齢者専用であった頃には車体にも「無料 乗車65歳以上」の注意書きが付されていた。
これは京王電鉄バスが聖蹟桜ヶ丘地区（多摩ニュータウン内）で実証実験運行していた「nearくる桜ヶ丘」で使用していたハイエース2台を桜ヶ丘営業所から調布営業所へ転属させたもので、L72093・L72094の社番（元S72093・S72094。2020年式）が付番されている。

## 車両

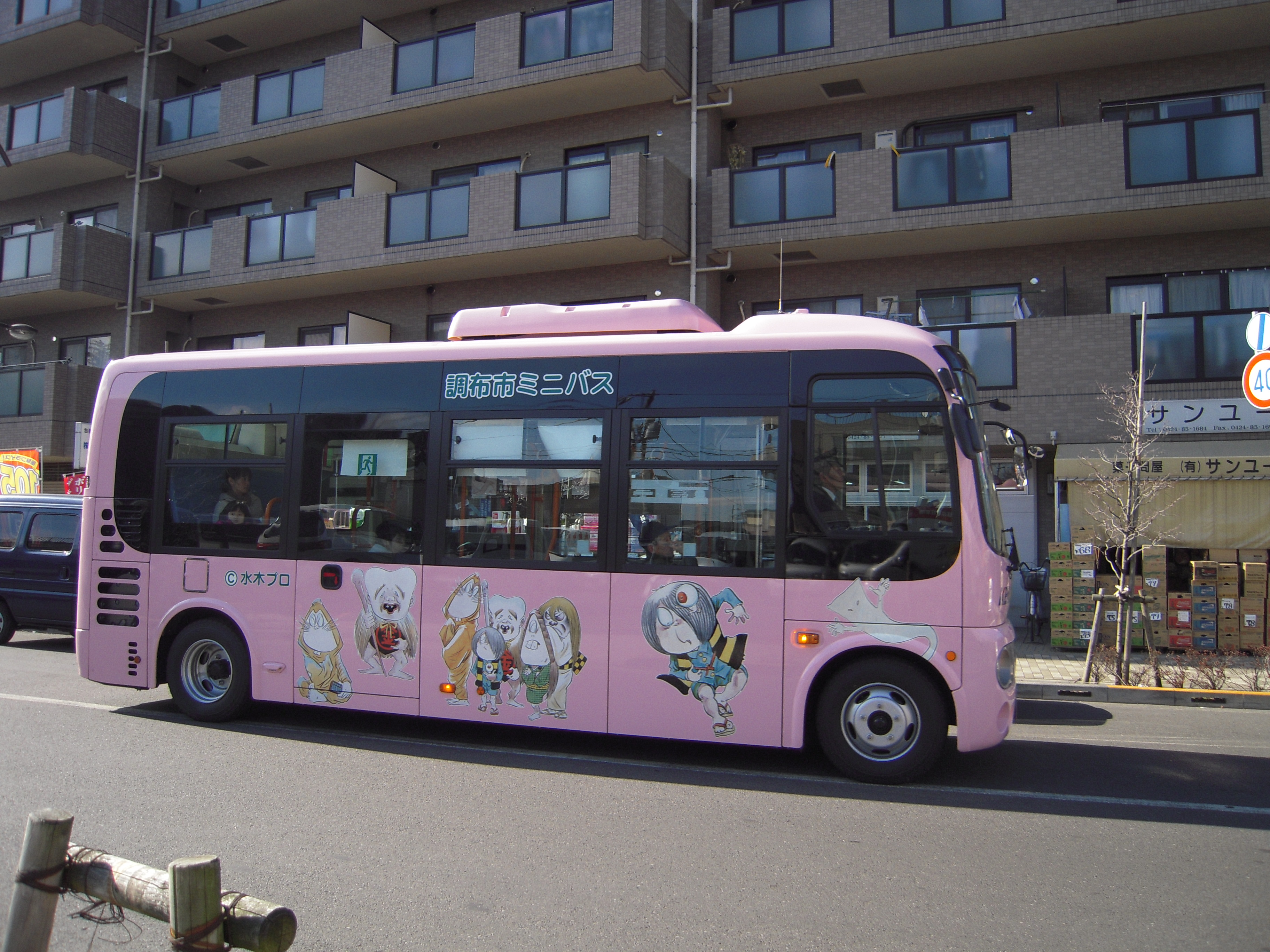
調布市ミニバスの車両　ノンステップバス　日野ポンチョ（京王バス東・L21201）

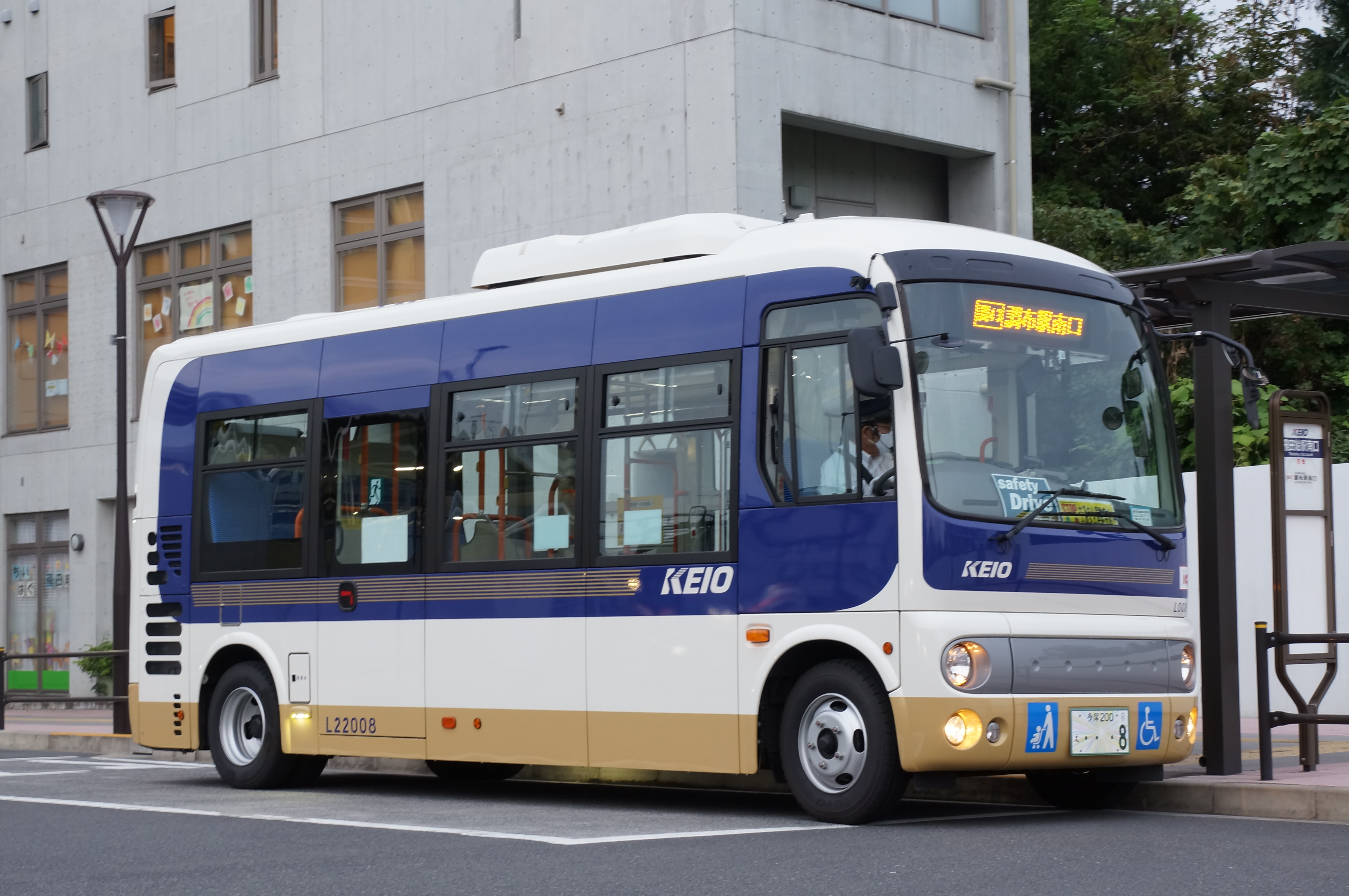
京王バスカラーの車両　日野ポンチョ（京王バス・L22008）

『ゲゲゲの鬼太郎』のキャラクターが描かれた1台ずつ色の異なる専用ラッピング車、または各バス事業者の通常カラーの小型車で運行される。
かつては京王バス東（当時）・小田急バスともにCNG車を導入していた。CNG改造は両社の車両ともフラットフィールドが手掛けた。

### 西路線・北路線（京王バス）
- 現行車両：日野・ポンチョ[7]
  - 鬼太郎ラッピング：薄桃色（L21201）
  - 京王バスカラー（L22008・22009）
  - ノンステップバス
  - 定員35名（座席11・立席24）

- 過去の車両：日野・リエッセ[7]
  - 鬼太郎ラッピング
    - ディーゼル車：青色（L20406）、薄緑色（L20407）
    - CNG車：濃桃色（L20408）、黄色（L20623）

  - 京王電鉄ミニバスカラー（白地に羽柄のCIカラー）
    - ディーゼル車（L20405）日野市ミニバスからの転属車

  - 車椅子用ステップリフトバス
  - 定員36名（座席14・立席22）

### 東路線（小田急バス）
- 現行車両：日野・ポンチョ[7]
  - 鬼太郎ラッピング：濃緑色（D164）
  - 小田急バスカラー（予備車）
  - ノンステップバス
  - 定員35名（座席11・立席24）

- 過去の車両：三菱ふそう・エアロミディME（CNG車）
  - 鬼太郎ラッピング：銀色（D559）
  - 小田急バスカラー（03-D558、予備車）
  - ノンステップバス
  - 2014年12月16日、ポンチョに代替[7]

### 車両の変遷

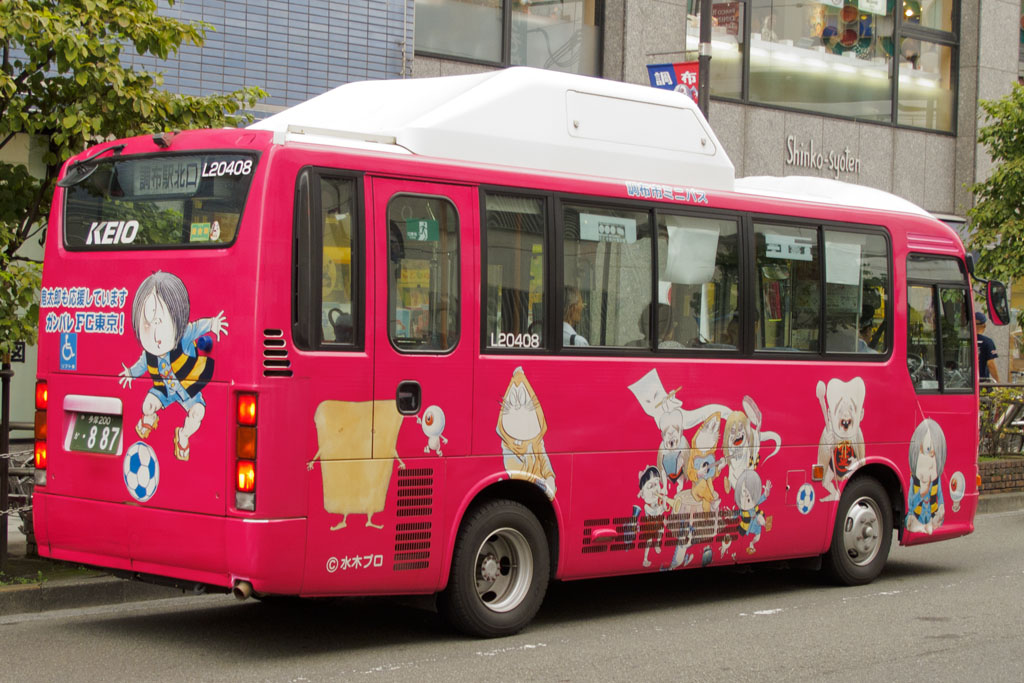
調布市ミニバスの車両　日野リエッセ　CNG車（京王バス東・L20408）※除籍済

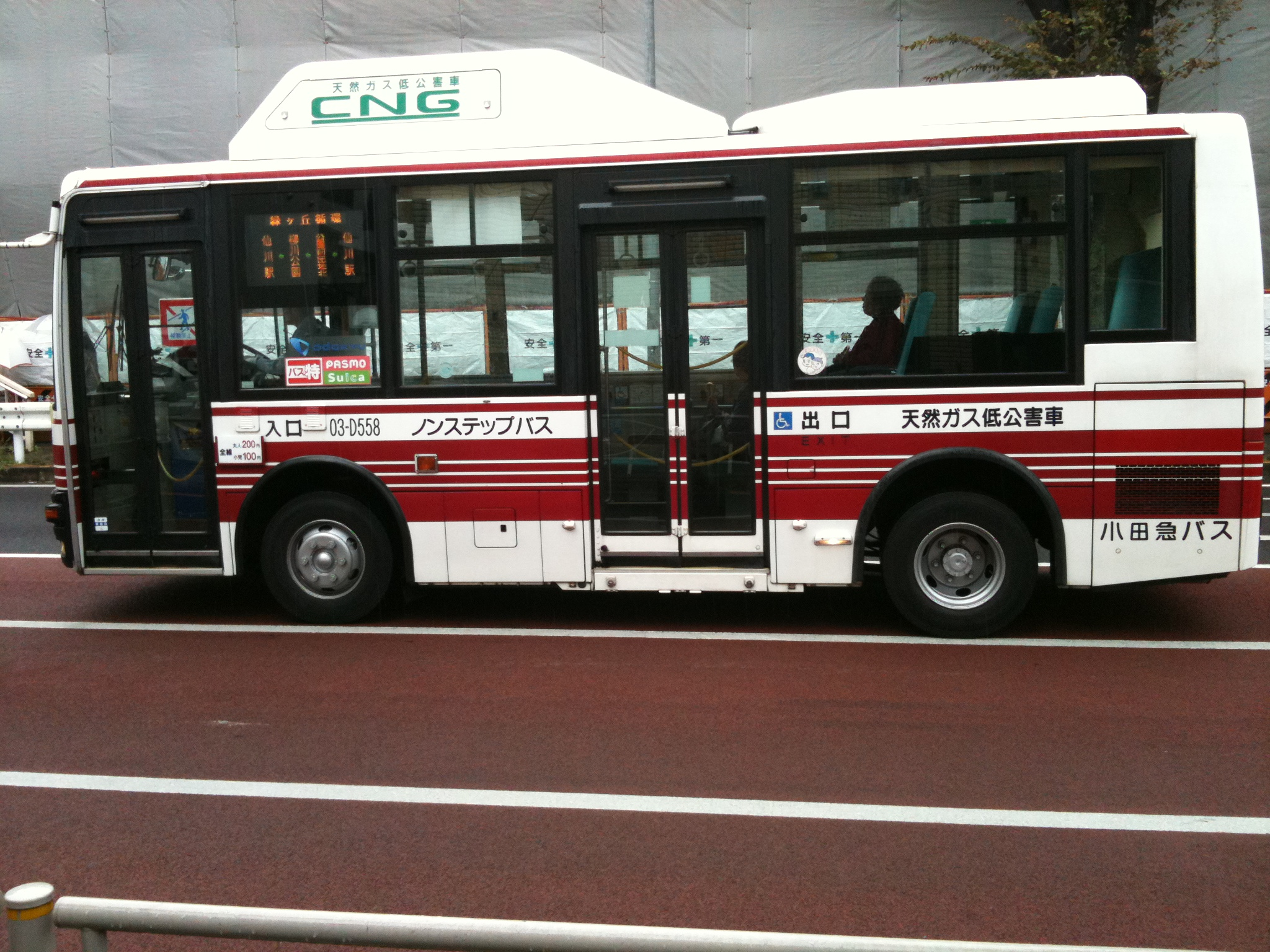
小田急バスのCNG車（調布市ミニバス予備車、03-D558）※除籍済

2000年の開業当初は、まだ鬼太郎ラッピングの専用車は存在せず、京王電鉄バスグループ通常カラーの車両が使用されていた。
最初の西路線が開業した2000年、京王バス東・調布営業所に日野・リエッセ3台が新車導入された（L20051 - L20053号車）。この車両は京王バスカラー（京王バス子会社系の白地に青塗装）であった。開業時導入の初代車両は全車除籍され現存しない。
それに加えて、京王電鉄バス（当時）府中営業所から2台転属した、2002年式のリエッセが使用された時期もあった。この2台は、日野市ミニバスと同じ京王電鉄ミニバスカラー（白地に3色の羽模様、京王百貨店の鳩柄の包装紙をアレンジしたデザイン）であった。
2004年に京王バスカラーのリエッセを3台新車導入した（L20406 - L20408号車）。そのため、京王電鉄ミニバスカラーの車両は他の営業所へ再度転出した（2台とも末期は京王バス中央・府中営業所へ里帰りして除籍）。
これら京王バスグループ通常カラーのリエッセは、調布市ミニバス専用車ではなく、仙川駅・成城学園前駅を発着する至誠会第二病院の無料送迎バス（当時は調布営業所が担当。その後京王バスは撤退、現在は武州交通興業が運行）など、他の用途に使用されることもあった。
2003年の東路線開業時に小田急バスが参入し、三菱ふそう・エアロミディME（CNG車）が狛江営業所に2台導入された。うち1台は調布市ミニバス初の専用車として、鬼太郎ラッピングが初めて施された（D559号車、銀色）。もう1台は予備車として導入された小田急バスカラーの車両（03-D558号車）で、専用車の点検時などに代走していた。
2006年の北路線暫定開業時、京王バス東にも専用車としてリエッセCNG車（L20623号車、黄色）が導入された。同時期にそれまで使用されていた京王バスカラーの2004年式リエッセ3台にも、各色の鬼太郎ラッピングが施された。また、うち1台はCNG車に後付けで改造された（L20408号車、濃桃色）。
2012年に北路線の全線開業に合わせ、京王バス東に調布市ミニバス専用車としては初の日野・ポンチョが導入された（L21201号車、薄桃色）。
2014年12月16日、東路線にポンチョが新車導入。小田急バスの専用車は新デザインとなり、従来の車両とは絵柄が変更され、車内にも鬼太郎の装飾が施された（小田急バス・D164号車、ラッピング地色は濃緑）。これによりCNG車は代替され、エアロミディMEでの運行は終了した。
2016年には京王バスの担当する北路線・西路線でもCNG車が代替された。9月にはL20408号車が除籍され、同月にその代替として2004年式のリエッセが1台、京王電鉄バス桜ヶ丘営業所より転属して使用された（S→L20405号車、日野市ミニバスで使われていた京王電鉄ミニバスカラーの車両）。また同年11月には、京王バスカラーのポンチョが1台新製配置され（L21655号車）、リエッセのCNG車（L20623号車）を代替した。これにより、2016年をもって調布市ミニバスにおけるCNG車の運行は終了した。鬼太郎ラッピングのリエッセCNG車が2台除籍された後は、北路線・西路線では京王バスカラーのポンチョが運用に就くことも多くなった。
2019年9月、京王バスカラーのポンチョが1台（L21925号車）新製配置され、リエッセのL20406号車（青色・ディーゼル車）を代替した。L20406号車は、運用離脱後しばらく教習専用車として使用されていたが、2019年12月に除籍された。
2020年8月、京王バスカラーのポンチョが2台新製配置された（L22008 - L22009号車）。これにより、同年8月にリエッセのL20405号車（京王電鉄ミニバスカラー・ディーゼル車）は調布営業所にて運賃箱などを撤去され、府中営業所に転属した上で教習専用車として使用されている。
リエッセとしては最後の鬼太郎バスであったL20407号車（薄緑色・ディーゼル車）は、除籍後に2020年9月より、中央自動車道高架下にある調布市立のミニ交通公園「調布市子ども交通教室」に展示されている。開園時間中も車内は施錠されているが、同年11月1日より毎月第1日曜日の13時30分から14時30分まで車内一般公開が開始された。
前述のとおり、2020年11月16日にダイヤ改正が行われ、調37系統が大幅減便された。これにより余剰となったポンチョ1台（L21925号車）が桜ヶ丘営業所へ転属し、日野市ミニバスで使用されることとなった。日野市ミニバスで京王バスカラー（子会社カラー）の小型車が使用されるのは初となる。